# ANBO V
ANBO V là một loại máy bay huấn luyện cánh đơn, được thiết kế cho quân đội Litva vào năm 1931.

## Quốc gia sử dụng
Lithuania
- Không quân Litva

## Tính năng kỹ chiến thuật (ANBO 51)
Dữ liệu lấy từ Jane's All the World's Aircraft 1938
Đặc điểm tổng quát
- Kíp lái: 2
- Chiều dài: 7.30 m (23 ft 11 in)
- Sải cánh: 11.35 m (37 ft 3 in)
- Chiều cao: 2.82 m (9 ft 3 in)
- Diện tích cánh: 20.65 m2 (222 ft2)
- Trọng lượng rỗng: 650 kg (1.430 lb)
- Trọng lượng có tải: 950 kg (2.090 lb)
- Powerplant: 1 × Armstrong Siddeley Genet Major IV, 120 kW (160 hp)

Hiệu suất bay
- Vận tốc cực đại: 210 km/h (130 mph)